# Meijin 1966
Il Meijin 1966 è stata la quinta edizione del torneo goistico giapponese Meijin.

## Qualificazioni

### Torneo 1
|  | Quarti di finale | Quarti di finale | Quarti di finale |                 |                  | Semifinali       | Semifinali | Semifinali |  |  | Finale | Finale | Finale |  |
|  |                  |                  |                  |                 |                  |                  |            |            |  |  |        |        |        |  |
|  | Keishi Isai      | Keishi Isai      | 1                |                 |                  |                  |            |            |  |  |        |        |        |  |
|  | Keishi Isai      | Keishi Isai      | 1                |                 |                  |                  |            |            |  |  |        |        |        |  |
|  | Kaoru Iwamoto    | Kaoru Iwamoto    | 0                |                 |                  |                  |            |            |  |  |        |        |        |  |
|  | Kaoru Iwamoto    | Kaoru Iwamoto    | 0                |                 | Keishi Isai      | Keishi Isai      | 1          |            |  |  |        |        |        |  |
|  |                  |                  |                  |                 | Keishi Isai      | Keishi Isai      | 1          |            |  |  |        |        |        |  |
|  |                  |                  | Toshiro Yamabe   | Toshiro Yamabe  | 0                |                  |            |            |  |  |        |        |        |  |
|  | Toshiro Yamabe   | Toshiro Yamabe   | Toshiro Yamabe   | Toshiro Yamabe  | 0                | 1                |            |            |  |  |        |        |        |  |
|  | Toshiro Yamabe   | Toshiro Yamabe   |                  |                 |                  |                  |            |            |  |  |        |        |        |  |
|  | Yasuo Koyama     | Yasuo Koyama     | 0                |                 |                  |                  |            |            |  |  |        |        |        |  |
|  | Yasuo Koyama     | Yasuo Koyama     | 0                |                 | Keishi Isai      | Keishi Isai      | 1          |            |  |  |        |        |        |  |
|  |                  |                  |                  |                 |                  |                  |            |            |  |  |        |        |        |  |
|  |                  |                  | Shuyo Miyashita  | Shuyo Miyashita | 0                |                  |            |            |  |  |        |        |        |  |
|  | Naoki Miyamoto   | Naoki Miyamoto   | Shuyo Miyashita  | Shuyo Miyashita | 0                | 0                |            |            |  |  |        |        |        |  |
|  | Naoki Miyamoto   | Naoki Miyamoto   |                  |                 |                  |                  |            |            |  |  |        |        |        |  |
|  | Ichiro Nabeshima | Ichiro Nabeshima | 1                |                 |                  |                  |            |            |  |  |        |        |        |  |
|  | Ichiro Nabeshima | Ichiro Nabeshima | 1                |                 | Ichiro Nabeshima | Ichiro Nabeshima | 0          |            |  |  |        |        |        |  |
|  |                  |                  |                  |                 | Ichiro Nabeshima | Ichiro Nabeshima | 0          |            |  |  |        |        |        |  |
|  |                  |                  | Shuyo Miyashita  | Shuyo Miyashita | 1                |                  |            |            |  |  |        |        |        |  |
|  | Shuyo Miyashita  | Shuyo Miyashita  | Shuyo Miyashita  | Shuyo Miyashita | 1                | 1                |            |            |  |  |        |        |        |  |
|  | Shuyo Miyashita  | Shuyo Miyashita  |                  |                 |                  |                  |            |            |  |  |        |        |        |  |
|  | Hideo Otake      | Hideo Otake      | 0                |                 |                  |                  |            |            |  |  |        |        |        |  |

### Torneo 2
|  | Quarti di finale    | Quarti di finale    | Quarti di finale    |                     |                | Semifinali     | Semifinali | Semifinali |  |  | Finale | Finale | Finale |  |
|  |                     |                     |                     |                     |                |                |            |            |  |  |        |        |        |  |
|  | Katsuji Kada        | Katsuji Kada        | 0                   |                     |                |                |            |            |  |  |        |        |        |  |
|  | Katsuji Kada        | Katsuji Kada        | 0                   |                     |                |                |            |            |  |  |        |        |        |  |
|  | Dogen Handa         | Dogen Handa         | 1                   |                     |                |                |            |            |  |  |        |        |        |  |
|  | Dogen Handa         | Dogen Handa         | 1                   |                     | Dogen Handa    | Dogen Handa    | 1          |            |  |  |        |        |        |  |
|  |                     |                     |                     |                     | Dogen Handa    | Dogen Handa    | 1          |            |  |  |        |        |        |  |
|  |                     |                     | Toshihiro Shimamura | Toshihiro Shimamura | 0              |                |            |            |  |  |        |        |        |  |
|  | Toshihiro Shimamura | Toshihiro Shimamura | Toshihiro Shimamura | Toshihiro Shimamura | 0              | 1              |            |            |  |  |        |        |        |  |
|  | Toshihiro Shimamura | Toshihiro Shimamura |                     |                     |                |                |            |            |  |  |        |        |        |  |
|  | Yoshimi Hashimoto   | Yoshimi Hashimoto   | 0                   |                     |                |                |            |            |  |  |        |        |        |  |
|  | Yoshimi Hashimoto   | Yoshimi Hashimoto   | 0                   |                     | Dogen Handa    | Dogen Handa    | 1          |            |  |  |        |        |        |  |
|  |                     |                     |                     |                     |                |                |            |            |  |  |        |        |        |  |
|  |                     |                     | Iwata Tatsuaki      | Iwata Tatsuaki      | 0              |                |            |            |  |  |        |        |        |  |
|  | Shin Tainaka        | Shin Tainaka        | Iwata Tatsuaki      | Iwata Tatsuaki      | 0              | 0              |            |            |  |  |        |        |        |  |
|  | Shin Tainaka        | Shin Tainaka        |                     |                     |                |                |            |            |  |  |        |        |        |  |
|  | Iwata Tatsuaki      | Iwata Tatsuaki      | 1                   |                     |                |                |            |            |  |  |        |        |        |  |
|  | Iwata Tatsuaki      | Iwata Tatsuaki      | 1                   |                     | Iwata Tatsuaki | Iwata Tatsuaki | 1          |            |  |  |        |        |        |  |
|  |                     |                     |                     |                     | Iwata Tatsuaki | Iwata Tatsuaki | 1          |            |  |  |        |        |        |  |
|  |                     |                     | Shokichi Watanabe   | Shokichi Watanabe   | 0              |                |            |            |  |  |        |        |        |  |
|  | Tsunehiro Sumino    | Tsunehiro Sumino    | Shokichi Watanabe   | Shokichi Watanabe   | 0              | 0              |            |            |  |  |        |        |        |  |
|  | Tsunehiro Sumino    | Tsunehiro Sumino    |                     |                     |                |                |            |            |  |  |        |        |        |  |
|  | Shokichi Watanabe   | Shokichi Watanabe   | 1                   |                     |                |                |            |            |  |  |        |        |        |  |

### Torneo 3
|  | Quarti di finale | Quarti di finale | Quarti di finale |                 |                 | Semifinali      | Semifinali | Semifinali |  |  | Finale | Finale | Finale |  |
|  |                  |                  |                  |                 |                 |                 |            |            |  |  |        |        |        |  |
|  | Takeo Kajiwara   | Takeo Kajiwara   | 1                |                 |                 |                 |            |            |  |  |        |        |        |  |
|  | Takeo Kajiwara   | Takeo Kajiwara   | 1                |                 |                 |                 |            |            |  |  |        |        |        |  |
|  | Nobuaki Maeda    | Nobuaki Maeda    | 0                |                 |                 |                 |            |            |  |  |        |        |        |  |
|  | Nobuaki Maeda    | Nobuaki Maeda    | 0                |                 | Takeo Kajiwara  | Takeo Kajiwara  | 1          |            |  |  |        |        |        |  |
|  |                  |                  |                  |                 | Takeo Kajiwara  | Takeo Kajiwara  | 1          |            |  |  |        |        |        |  |
|  |                  |                  | Toshio Sekiyama  | Toshio Sekiyama | 0               |                 |            |            |  |  |        |        |        |  |
|  | Shinji Nakagawa  | Shinji Nakagawa  | Toshio Sekiyama  | Toshio Sekiyama | 0               | 1               |            |            |  |  |        |        |        |  |
|  | Shinji Nakagawa  | Shinji Nakagawa  |                  |                 |                 |                 |            |            |  |  |        |        |        |  |
|  | Toshio Sekiyama  | Toshio Sekiyama  | 0                |                 |                 |                 |            |            |  |  |        |        |        |  |
|  | Toshio Sekiyama  | Toshio Sekiyama  | 0                |                 | Takeo Kajiwara  | Takeo Kajiwara  | 1          |            |  |  |        |        |        |  |
|  |                  |                  |                  |                 |                 |                 |            |            |  |  |        |        |        |  |
|  |                  |                  | Utaro Hashimoto  | Utaro Hashimoto | 0               |                 |            |            |  |  |        |        |        |  |
|  | Utaro Hashimoto  | Utaro Hashimoto  | Utaro Hashimoto  | Utaro Hashimoto | 0               | 1               |            |            |  |  |        |        |        |  |
|  | Utaro Hashimoto  | Utaro Hashimoto  |                  |                 |                 |                 |            |            |  |  |        |        |        |  |
|  | Yutaro Nakamura  | Yutaro Nakamura  | 0                |                 |                 |                 |            |            |  |  |        |        |        |  |
|  | Yutaro Nakamura  | Yutaro Nakamura  | 0                |                 | Utaro Hashimoto | Utaro Hashimoto | 1          |            |  |  |        |        |        |  |
|  |                  |                  |                  |                 | Utaro Hashimoto | Utaro Hashimoto | 1          |            |  |  |        |        |        |  |
|  |                  |                  | Masao Sugiuchi   | Masao Sugiuchi  | 0               |                 |            |            |  |  |        |        |        |  |
|  | Ichigen Okubo    | Ichigen Okubo    | Masao Sugiuchi   | Masao Sugiuchi  | 0               | 0               |            |            |  |  |        |        |        |  |
|  | Ichigen Okubo    | Ichigen Okubo    |                  |                 |                 |                 |            |            |  |  |        |        |        |  |
|  | Masao Sugiuchi   | Masao Sugiuchi   | 1                |                 |                 |                 |            |            |  |  |        |        |        |  |

## Torneo
- W indica vittoria col bianco
- B indica vittoria col nero
- X indica la sconfitta
- +R indica che la partita si è conclusa per abbandono
- +N indica lo scarto dei punti a fine partita
- +F indica la vittoria per forfeit
- +? indica una vittoria con scarto sconosciuto
- V indica una vittoria in cui non si conosce scarto e colore del giocatore

| Giocatore         | E.S. | S.H. | Hi.F. | Ho.F. | S.O. | S.T. | D.H. | T.K. | K.I. | Risultato | Note                    |
| ----------------- | ---- | ---- | ----- | ----- | ---- | ---- | ---- | ---- | ---- | --------- | ----------------------- |
| Eio Sakata        | –    | W+2  | B+R   | W+R   | X    | X    | X    | B+?  | B+?  | 5-3       | Qualificato alla finale |
| Shoji Hashimoto   | X    | –    | W+2   | X     | V    | B+R  | V    | X    | V    | 5-3       |                         |
| Hideyuki Fujisawa | X    | X    | –     | B+R   | V    | W+2  | B+4  | W+R  | X    | 5-3       |                         |
| Hosai Fujisawa    | X    | V    | X     | –     | X    | B+?  | W+6  | V    | V    | 5-3       |                         |
| Shuzo Ohira       | B+2  | X    | X     | V     | –    | W+2  | X    | V    | X    | 4-4       |                         |
| Shukaku Takagawa  | B+7  | X    | X     | X     | X    | –    | W+6  | B+R  | B+2  | 4-4       |                         |
| Dogen Handa       | W+11 | X    | X     | X     | V    | X    | –    | W+7  | V    | 4-4       | Retrocesso              |
| Takeo Kajiwara    | X    | B+1  | X     | X     | X    | X    | X    | –    | X    | 1-7       | Retrocesso              |
| Keishi Isai       | X    | X    | B+R   | X     | V    | X    | X    | V    | –    | 3-5       | Retrocesso              |

## Finale
La finale è stata una sfida al meglio delle sette partite.